# Орлята Чапая
«Орлята Чапая» — радянський чорно-білий художній фільм 1968 року, знятий на Кіностудії ім. М. Горького.

## Сюжет
Про подвиги юних чапаєвців. Полк Кострова, що входить до складу чапаєвської дивізії, з великими втратами відбиває наступ білих. У полк писарем беруть хлопчика Ваню, який швидко здружився з ординарцем Кострова Льошкою. Випадково Ваня дізнається, що Льошка — це дівчинка Олена…

## У ролях
- Володимир Пєтухов — Ваня Афанасьєв
- Олена Кащеєва — Олена
- Ігор Сретенський — начальник штабу
- Юрій Кузьменков — Степан Михайлович Костров, червоний командир
- Євген Красавцев — начальник кавалерії
- Іван Рижов — Уграй, комісар
- Володимир Прохоров — Дергачов, чапаєвець
- Аркадій Трусов — дядько Семен
- Юрій Померанцев — Віктор Леонідович, режисер пересувного театру
- Володимир Смакович — чапаєвець, актор
- Олександр Гречаний — дядько Гнат
- Віктор Проскурін — Вітька, чапаєвець
- Олексій Чернов — Данилич, зв'язковий червоних
- Г. Мозговий — підпільник
- Дмитро Масанов — Мальцев, підпільник
- Є. Долгашов — епізод
- Вадим Захарченко — чапаєвець, артист
- Надія Карпушина — епізод
- Юрій Легков — епізод
- Володимир Мишаков — епізод
- Микола Ферапонтов — епізод
- Валентин Фабер — епізод
- А. Шейко — епізод
- В. Чупрін — епізод
- Віра Петрова — поміщиця
- Владислав Баландін — Ожогін

## Знімальна група
- Режисер — Георгій Побєдоносцев
- Сценаристи — Ірина Шведова, Анатолій Шайкевич
- Оператор — Олександр Хвостов
- Композитор — Валерій Петров
- Художники — Борис Комяков, Сергій Серебреніков